# Parallellenpostulaat

Als de som van de binnenhoeken α en β minder is dan 180°, zullen de twee rechte lijnen elkaar op den duur aan die kant snijden.

Het parallellenpostulaat in de meetkunde is het vijfde postulaat van Euclides:
- Wanneer een lijn m twee andere lijnen zodanig snijdt dat de som van de binnenhoeken aan dezelfde zijde van m kleiner is dan twee rechte hoeken, dan zullen de twee andere lijnen elkaar ergens aan die zijde van m snijden. Zie de figuur.

Dit postulaat ontleent zijn naam aan de equivalente stelling: gegeven een lijn m en een niet op de lijn gelegen punt P, dan is er een unieke lijn k door P evenwijdig aan m. In de affiene meetkunde staat dit bekend als het axioma van Playfair.
Het vijfde postulaat staat al sinds de oudheid ter discussie, te beginnen bij Proclus. Tot aan de ontdekking van de niet-Euclidische meetkunde hebben wiskundigen geprobeerd het te bewijzen op grond van de andere postulaten. Ook boek I van de Elementen zelf is zo georganiseerd dat de 28 eerste proposities kunnen bewezen worden zonder gebruik te maken van het vijfde postulaat. Archimedes verving het door een andere aanname over gelijke afstanden. De Italiaanse Jezuïet Giovanni Girolamo Saccheri probeerde een bewijs uit het ongerijmde: een contradictie afleiden uit de ontkenning van het parallellenpostulaat. Kort daarna ondernam de Zwitser Johann Lambert een gelijkaardige poging. Het was uiteindelijk Carl Friedrich Gauss die, vanuit diezelfde aanpak, concludeerde dat er alternatieve meetkundes bestaan waarin het vijfde postulaat niet noodzakelijk waar is. De eerste concrete resultaten uit de niet-euclidische meetkunde werden gepubliceerd door János Bolyai, Nikolaj Lobatsjevski en Bernhard Riemann.